# Esther Ruiz Ortega
Esther Ruiz Ortega (Santurce, 23 de julio de 1961) es una estadística española, catedrática de Econometría en la Universidad Carlos III de Madrid. Desde 2009 es también editora de la revista científica International Journal of Forecasting.

## Biografía

### Formación académica
Nacida en el barrio portuario de Santurce, Vizcaya, fue la primera en su familia en tener un grado universitario. Con el apoyo de becas concedidas por el Gobierno Vasco, se licenció en la Universidad del País Vasco en Ciencias Económicas y Empresariales en 1982. En 1988 obtuvo el máster en Estadística en la London school of economics hasta que, finalmente, en 1992 se doctoró en Econometría en la misma universidad. Desde entonces ha estado en la Universidad Carlos III de Madrid donde ha sido directora del departamento de Estadística.

### Investigación
Ha sido líder de proyectos de investigación competitivos y ha dirigido una veintena de tesis doctorales, colaborando en la formación intelectual de varias generaciones de economistas y económetras que ahora tienen puestos relevantes en el sector académico y privado. Como resultado de su investigación ha publicado aproximadamente 50 artículos científicos en revistas internacionales de reconocido prestigio.
El tema central de su investigación es la medición de la incertidumbre asociada con variables económicas y financieras y, por lo tanto, del riesgo asociado a dichas variables. Su trayectoria investigadora la ha hecho merecedora de ser nombrada miembro de honor del International Institute of Forecasters en 2020.